# Chilocorini
I Chilocorini sono una tribù della famiglia Coccinellidae

## Generi
- Anisorcus
- Arawana
- Axion
- Brumoides
- Brumus
- Chilocorus
- Cladia
- Curinus
- Egius
- Endochilus
- Exochomus
- Halmus
- Harpasus
- Orcus
- Parapriasus
- Phaenochilus
- Priasus
- Priscibrumus
- Simmondsius
- Trichorcus
- Xanthocorus
- Zagreus